# Muawiyah I
Bản mẫu:Infobox caliph
| Domains of the Rashidun empire under the first four caliphs. The "divided phase" relates to the Rashidun Caliphate of Ali during the First Fitna. Rashidun Caliphate strongholds under Ali during the First Fitna. Region controlled by Muawiyah I during the First Fitna. Region controlled by Amr ibn al-As during the First Fitna. |

Muawiyah I (tiếng Ả Rập: معاوية ابن أبي سفيان Muʿāwiyah ibn ʾAbī Ṣufyān; 602 – 29 tháng 4 hoặc 1 tháng 5 năm 680) là người đã xây dựng đế chế Umayyad, và là caliph thứ hai của nhà Umayyad, sau người thứ nhất là Uthman ibn Affan. 
Trong khalifah đầu tiên và thứ hai của Abu Bakr và Umar (Umar ibn al-Khattab), ông cùng với người Hồi giáo chiến đấu chống lại Đế quốc Đông La Mã ở Syria.